# Villa Montana (Bad Kissingen)

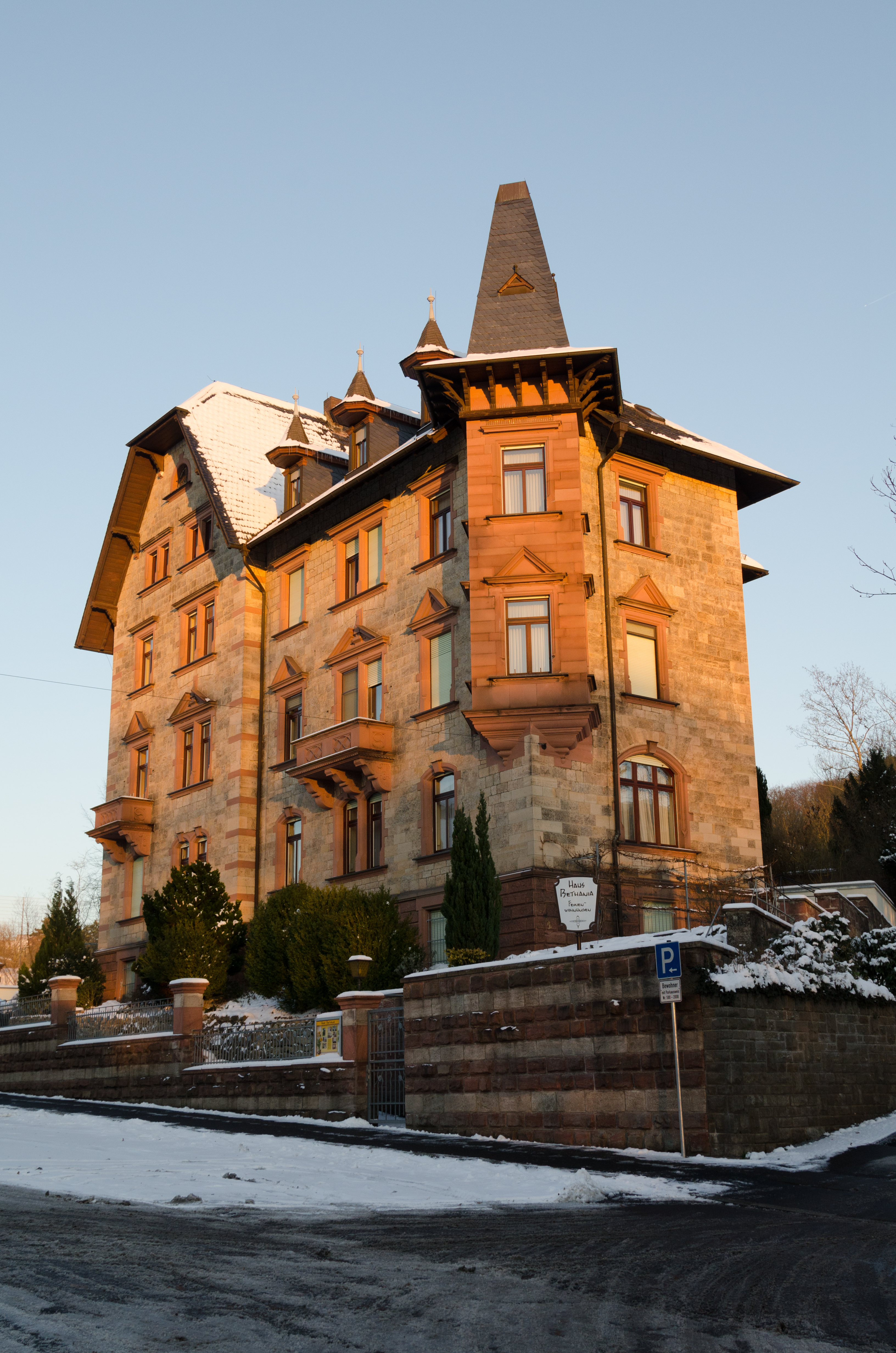
Villa Montana in Bad Kissingen, heute Haus Bethania

Die Villa Montana in der Menzelstraße in Bad Kissingen, der Großen Kreisstadt des unterfränkischen Landkreises Bad Kissingen, gehört zu den Bad Kissinger Baudenkmälern und ist unter der Nummer D-6-72-114-73 in der Bayerischen Denkmalliste registriert.

## Lage
Die Villa Montana liegt in der Menzelstraße 17, am Fuße des Stationsbergs, westlich des Ostrings.

## Geschichte
Die Villa Montana wurde als Kurheim in den Jahren 1896/97 vom Architekten M. Renninger in Formen der Neurenaissance errichtet. 
Beim Anwesen handelt es sich um einen dreigeschossigen Quaderbau aus verschiedenfarbigem Sandstein mit Walmdach über Sockelgeschoss, Rotsandsteingliederung und Turmerker. Die Neurenaissance äußert sich im Formenkanon der Fensterrahmungen und der Balkone des Anwesens. Untypisch für die Neurenaissance, die sonst kleinteilige Kompositionen bevorzugt, sind die mächtigen Dachformen und die Wandflächen des Anwesens. Zum Anwesen gehören eine Böschungsmauer und eine Einfriedung.
Die Villa Montana heißt heute Haus Bethania und wird für Ferienwohnungen genutzt. 